# Віш (Плен)
Віш (нім. Wisch) — громада в Німеччині, розташована в землі Шлезвіг-Гольштейн. Входить до складу району Плен. Складова частина об'єднання громад Пробстай.
Площа — 9,18 км2. Населення становить 700 ос. (станом на 31 грудня 2020).